# Sârbi, Sălaj
Sârbi (în maghiară: Krasznatótfalu) este un sat în comuna Sâg din județul Sălaj, Transilvania, România.

## Note

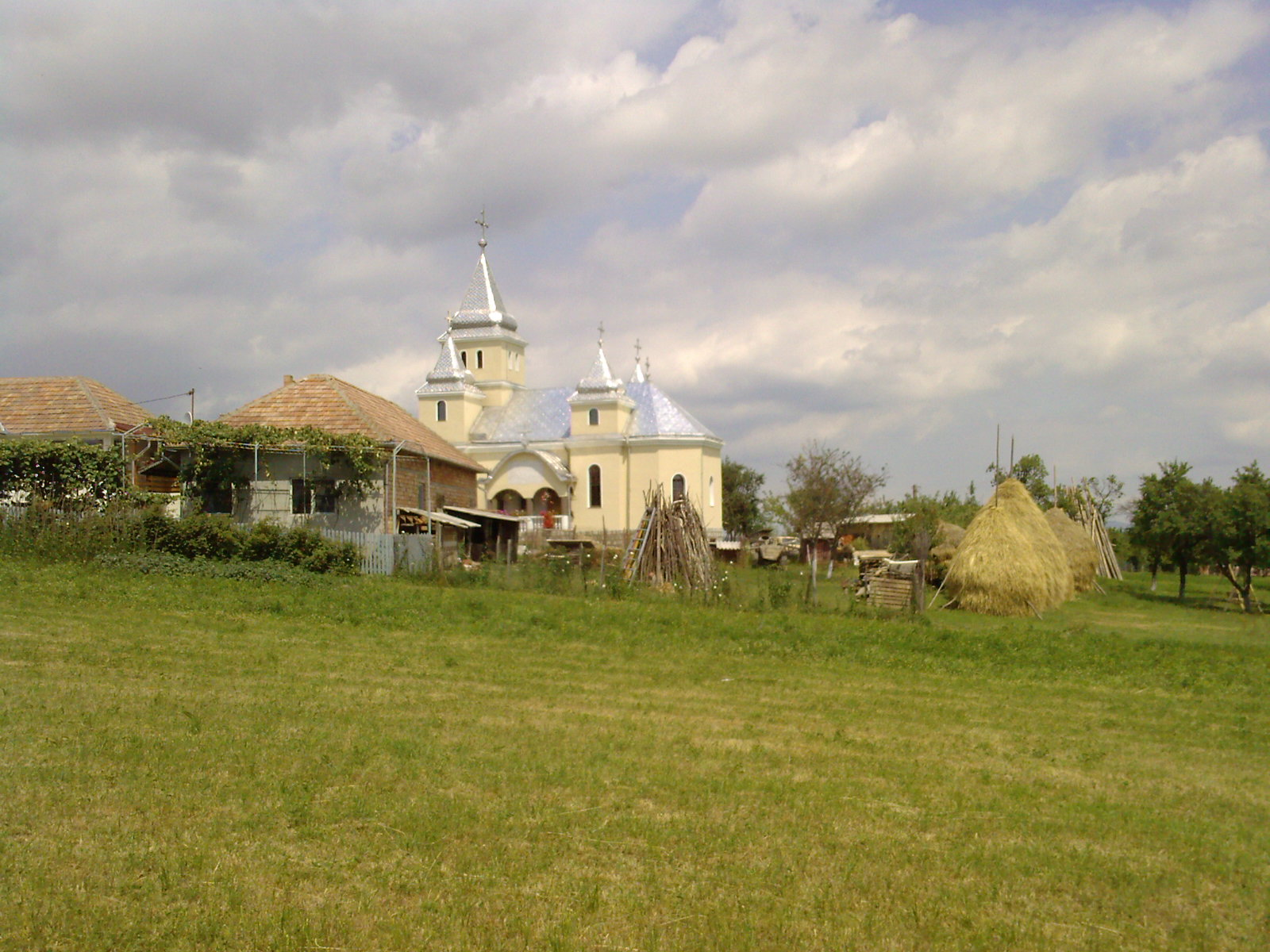
Biserica ortodoxă

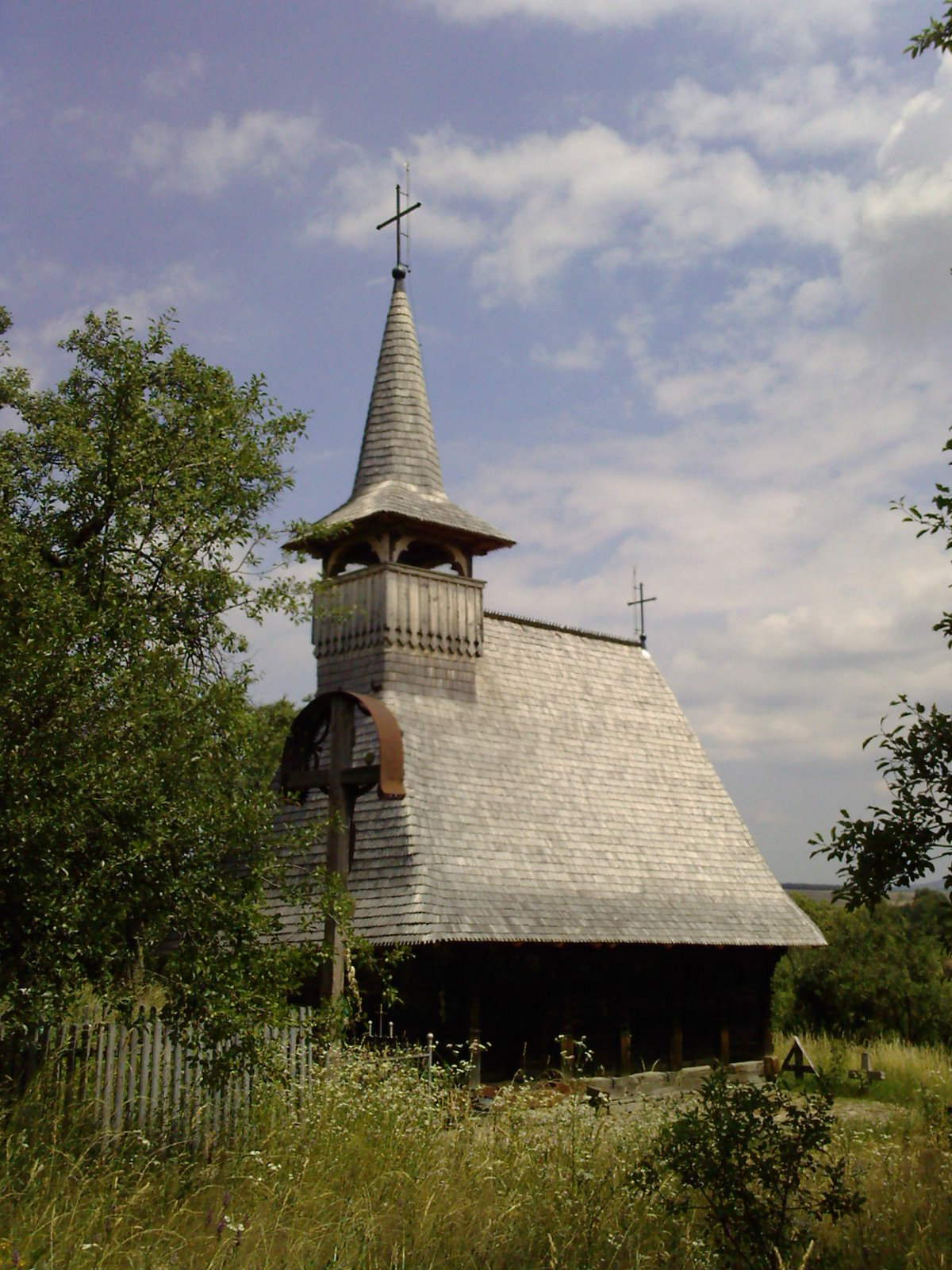
Biserica de lemn din sat